# Ocyalus latirostris
La oropéndola colifajeada, cacique colibandeado o conoto de cola franjeada (Ocyalus latirostris) es una especie de ave paseriforme de la familia Icteridae propia del noroeste de América del Sur. Es el único miembro del género Ocyalus. 

## Distribución y hábitat
Se localiza en la Amazonía del oeste de Brasil, Colombia, Ecuador y Perú.
Vive en islas fluviales y áreas de bosque húmedo estacionalmente inundables del occidente de la Amazonia, a menos de 300 m de altitud.

## Descripción
El macho mide 35 cm de longitud y la hembra 25 cm. La mayoría del plumaje es negruzco. La nuca es de color castaño, el iris es azul, la cola es en gran parte de color amarillo con una punta ancha negra y estrechos bordes negros, de manera que cuando la cola está cerrada, parecen casi totalmente negra. El pico es claro y grande, con un escudo frontal.